# Волин (Флеминг)
Волин (њем. Wollin) општина је у њемачкој савезној држави Бранденбург. Једно је од 38 општинских средишта округа Потсдам-Мителмарк. Према процјени из 2010. у општини је живјело 920 становника. Посједује регионалну шифру (AGS) 12069680.

## Географски и демографски подаци
Волин се налази у савезној држави Бранденбург у округу Потсдам-Мителмарк. Општина се налази на надморској висини од 37 метара. Површина општине износи 27,7 km². У самом мјесту је, према процјени из 2010. године, живјело 920 становника. Просјечна густина становништва износи 33 становника/km².